# Ngô Đình Diệm
Jean Baptiste Ngô Đình Diệm wymowaⓘ (ur. 3 stycznia 1901 w Huế, zm. 2 listopada 1963 w Sajgonie) – wietnamski polityk, prezydent Wietnamu Południowego od 1955 do śmierci podczas wojskowego zamachu stanu. 
Syn szlacheckiej rodziny, katolik, w 1933 był ministrem spraw wewnętrznych, ale zrezygnował po kilku miesiącach na znak sprzeciwu wobec niechęci władz francuskich do wprowadzenia reform. Przez 12 lat pozostawał w Huế. Jego starszy brat Ngô Đình Thục był katolickim arcybiskupem Huế i rektorem dwóch wietnamskich uniwersytetów.
W 1945 Hồ Chí Minh zaproponował mu przyłączenie się do rządu na północy. Ngô odrzucił tę propozycję i wyjechał do USA, gdzie przez dwa lata przebywał w klasztorze w okolicach Nowego Jorku, a następnie przeniósł się do klasztoru benedyktynów w Belgii. Powrócił w 1954 i dzięki protekcji Stanów Zjednoczonych stanął na czele rządu Wietnamu Południowego. W październiku 1955 obalił cesarza Bảo Đạia, obwołując się prezydentem powstającej Republiki Wietnamu i odmówił przeprowadzenia przewidzianych na następny rok wyborów. Ustanowił autokratyczne rządy, a wiele wysokich stanowisk państwowych obsadził członkami rodziny: młodszy brat Ngô Ðình Nhu został szefem policji, szwagier – sekretarzem stanu, syn – ministrem oświaty. Podczas wojny z Vietcongiem ograniczał prawa obywatelskie.
Wszedł w konflikt ze stanowiącymi większość mieszkańców kraju buddystami, czego źródłem był jego fanatyczny katolicyzm. Ngô zabronił między innymi wywieszania tradycyjnych flag buddyjskich, przy jednoczesnym nakazie wywieszenia w całym kraju biało-żółtych flag papieskich z okazji ogłoszonego świętem państwowym 25-lecia święceń kapłańskich prezydenckiego brata. W 1959 ku powszechnemu oburzeniu rząd uroczyście oddał kraj w opiekę Matce Bożej. Represje wobec buddystów, a przede wszystkim prowadzenie niezależnej polityki wobec USA, stało się bezpośrednią przyczyną śmierci Ngô, i miało miejsce w czasie przewrotu politycznego zorganizowanego przez CIA. Początkowo Waszyngton usiłował wywrzeć presję na dyktatora, aby ten złagodził politykę. W odpowiedzi Ngô zagroził, że usunie amerykańskich doradców wojskowych. Wtedy do akcji wkroczyła CIA, która miała wpływ na wystarczająco dużą część kadry dowódczej wietnamskiej armii, aby ta usunęła dyktatora. 2 listopada 1963 czołgi otoczyły pałac prezydencki. Ngô zdołał uciec, ale później odnaleziono go zastrzelonego w kościele w Chợ Lớn. Został on zabity przez majora Nguyễna Văn Nhunga, adiutanta przewodzącego zamachowi generała Dươnga Văn Minha. Wraz z nim zginął jego brat Nhu.